# Krivosúd-Bodovka
Krivosúd-Bodovka (em húngaro: Bodóka) é um município da Eslováquia, situado no distrito de Trenčín, na região de Trenčín. Tem 8,08 km² de área e sua população em 2018 foi estimada em 357 habitantes.

## Demografia
| Ano:        | 1994 | 2004   | 2014   | 2024   |
| ----------- | ---- | ------ | ------ | ------ |
| Broj ljudi: | 315  | 303    | 330    | 346    |
| Razlika:    |      | -3,80% | +8,91% | +4,84% |

| Ano:               | 2023 | 2024   |
| ------------------ | ---- | ------ |
| Número de pessoas: | 355  | 346    |
| Diferença:         |      | -2,53% |